# Jakub Kossowski
Jakub Kossowski herbu Dołęga – chorąży brzeziński w latach 1736–1754, stolnik inowłodzki w latach 1735–1736, podczaszy inowłodzki w latach 1734–1735, cześnik inowłodzki w latach 1733–1734.
Poseł województwa łęczyckiego na sejm 1740 roku.